# Shigeru Kanno
Shigeru Kanno (jap. 菅野 茂, Kanno Shigeru; * 3. Mai 1959 in Fukushima, Japan), Eigenschreibweise Shigeru Kan-no, ist ein japanischer Dirigent und Komponist.

## Leben
Kanno studierte in Tokio und Stuttgart Musikwissenschaft und Musiktheorie. Neben seinem Hauptinstrument, dem Klavier, spielt er Orgel, Violine, Violoncello, Lyra und Schlagzeug.
Seit 1975 dirigierte er vier Jahre eine Brass Band und hospitierte 1981 bei der Japanischen Philharmonie. Von 1980 bis 1984 studierte er in Tokio Musik und trat ab 1982 als Pianist mit Werken der Neuen Musik in Erscheinung (u. a. Pierre Boulez, Karlheinz Stockhausen).
Shigeru Kanno lebt seit 1986 in Europa. Neben einem weiteren Studium an der Stuttgarter Musikhochschule von 1987 bis 1992 dirigierte er seitdem zahlreiche Orchester, unter anderem das Symphonieorchester Stuttgart, das Mecklenburger Staatsorchester und die Nürnberger Symphoniker. Er war Dirigent für weitere europäische Orchester in Portugal, Italien und Usbekistan.
Shigeru Kanno komponierte bisher mehr als 351 Werke. Er bevorzugt große Orchesterbesetzung und schreibt Werke längerer Aufführungsdauer. Sein Repertoire umfasst mehr als 150 Opern.
Derzeit lebt er als freier Komponist, Dirigent und Kirchenmusiker im Westerwald.

## Auszeichnungen
- 58 internationale Preise für Komposition und Orchesterleitung, Stipendien, darunter

- 1991 Preis für Orchesterkomposition, Murcia
- 2001 FMW-Preis in Melbourne und Bologna 2 Agosto